# Sambavar Vadagarai
Sambavar Vadagarai (ook gespeld als Sambavarvadakarai) is een panchayatdorp in het district Tenkasi van de Indiase staat Tamil Nadu. 

## Demografie
Volgens de Indiase volkstelling van 2001 wonen er 14.438 mensen in Sambavar Vadagarai, waarvan 49% mannelijk en 51% vrouwelijk is. De plaats heeft een alfabetiseringsgraad van 54%. 